# Departamento de Comandante Fernández
Departamento de Comandante Fernández är en kommun i Argentina.   Den ligger i provinsen Chaco, i den norra delen av landet, 900 km norr om huvudstaden Buenos Aires. Antalet invånare är 88 164.
Omgivningarna runt Departamento de Comandante Fernández är huvudsakligen savann. Runt Departamento de Comandante Fernández är det ganska tätbefolkat, med 65 invånare per kvadratkilometer.